# Ютенбогардтит
Ютенбогардтит (англ. Uytenbogaardtite) — редкий минерал, сульфид серебра и золота с формулой Ag3AuS2, относится к классу сульфидов и сульфосолей. Назван в честь профессора геологии Виллема Ютенбогардта.

## Свойства
Ютенбогардтит — минерал со металлическим блеском. Имеет твердость по шкале Мооса 2. Встречается в виде пузырьков размером до 100 мкм, а также в виде наростов в тесной связи с акантитом, кварцем и электрумом. Ютенбогардтит открыт в 1977 году.